# Pahalampi (sjö i Birkaland, Finland)
Pahalampi är en sjö i Finland. Den ligger i centralt i Tammerfors stad i landskapet Birkaland, i den södra delen av landet, 160 km norr om huvudstaden Helsingfors. Pahalampi ligger 83 meter över havet. Arean är 1,8 hektar och strandlinjen är 0,6 kilometer lång. Sjön  ingår i Kumo älvs huvudavrinningsområde.   Runt Pahalampi är det i huvudsak tätbebyggt.